# كريم دينييف
كريم دينييف (بالأذرية: Diniyev Kərim Şahin oğlu) هو لاعب كرة قدم أذربيجاني في مركز الدفاع، ولد في 5 سبتمبر 1993 في باكو في أذربيجان. لعب مع نادي سومقاييت.

## وصلات خارجية
- كريم دينييف على موقع الاتحاد الأوربي (الإنجليزية)
- كريم دينييف على موقع قاعدة بيانات كرة القدم.إي يو (الإنجليزية)
- كريم دينييف على موقع Soccerway.com (الإنجليزية)
- كريم دينييف على موقع عالم كرة القدم.نت (الإنجليزية)